# فينافلوكساسين
فينافلوكساسين (بالإنجليزية: Finafloxacin)‏ هو دواء يُستعمل في علاج:
- التهاب الأذن الخارجية (منذ 17 ديسمبر 2014)[9]